# Charles Vane (pirat)
Charles Vane (ur. w XVII wieku, zm. 22 marca 1721 w Port Royal) – angielski pirat.

## Życiorys
Został piratem w roku 1715 jako członek załogi byłego bukaniera Henry'ego Jenningsa. Hiszpańska „Srebrna Armada” uległa zagładzie w czasie huraganu; większość statków rozbiła się na zachodnim wybrzeżu Florydy. Jennings w roku 1716 napadał na obozujących na wybrzeżu rozbitków rabując znaczne ilości srebra. Operujący z portów na Jamajce Jennings przeniósł się do New Providence, które było w owym czasie „stolicą” piractwa na Karaibach, ale gdy władzę na Bahamach objął gubernator Woodes Rogers skorzystał w roku 1718 z aktu łaski, osiadł na jednej z wysp żyjąc ze zdobytych skarbów.
Tymczasem, tuż przed pojawieniem się gubernatora Rogersa, Charles Vane rozpoczął swą niezależną „karierę” piracką, zajmując siłą francuski statek handlowy. Zablokowany w głębi zatoki na New Providence zrozumiał, że musi wybrać poddanie się lub ucieczkę. Podpalił więc zdobyty francuski statek i skierował go wprost na okręt gubernatora. Korzystając z zamieszania, gdy gubernatorska fregata usiłowała uniknąć zderzenia z branderem, przemknął się na swej barkentynie na morze, przy okazji ostrzeliwując brytyjski okręt i głośno drwiąc z jego załogi. Wysłane w pościg okręty nie zdołały dopaść Vane'a, chociaż schwytały kilku innych piratów.
Od tego czasu Vane nabrał zdecydowanej niechęci do Bahamów i ich gubernatora i napadał statki z New Providence ile razy znalazł się w pobliżu Bahamów. W roku 1719 przeniósł się jednak na północ, w pobliże wybrzeży Karoliny Północnej i Południowej, gdzie zdobył slup służący mu jako drugi statek flotylli i miejsce przechowywania łupów. Załoga slupa wkrótce zdezerterowała, co świadczy o pogarszaniu się stosunków pomiędzy Vane'em a załogą.
Pod koniec sierpnia gubernator Wirginii Spotswood wysłał flotyllę okrętów w pościg za Vane'em, ale zamiast niego schwytały one innego pirata, Stede'ego Bonneta, grasującego na tych samych wodach.
W czasie pobytu na karoliniańskich wodach Vane spotkał się z Edwardem Teachem i jego załogą w jego bazie na wyspie mierzejowej Ocracoke Inlet, gdzie obie załogi urządziły pijacką orgię z udziałem kobiet z pobliskiej osady Bath Towne. W październiku Vane pożeglował w stronę Nowego Jorku, gdzie zagrabił kilkanaście statków u wybrzeży Long Island, po czym wrócił na południe, by sprzedać swą zdobycz.
Na początku roku 1720 pojawił się ponownie na Karaibach, gdzie w marcu doszło do awantury między nim a załogą (chodziło rzekomo o tchórzostwo Vane'a). W rezultacie załoga mianowała kapitanem Jacka Rackama, bardziej znanego jako Calico Jack; Vane i kilku lojalnych wobec niego piratów przesiadło się na mały slup, by rozpocząć wszystko od początku. Na początku mu się udawało, zrabował nawet kilka małych statków, ale w końcu padł ofiarą huraganu u wybrzeży Hondurasu.
Statek został wyrzucony na brzeg niewielkiej wysepki, gdzie Vane i jedyny pozostały przy życiu pirat z jego załogi spędzili kilka miesięcy oczekując na ratunek. Dopiero pod koniec września zabrał ich przepływający w pobliżu statek. Na nieszczęście dla Vane'a jeden z członków załogi rozpoznał go; w rezultacie obaj „uratowani” trafili do zamkniętego na klucz pomieszczenia, dowiezieni do Port Royal, gdzie stanęli przed sądem.
Obu piratów powieszono. Vane został skazany w Spanish Town na Jamajce i stracony 22 marca 1721 r. na Gun Cay w pobliżu Port Royal.